# 敦賀郡
- 令制国一覧 > 北陸道 > 越前国 > 敦賀郡
- 日本 > 中部地方 > 福井県 > 敦賀郡

福井県敦賀郡の位置（赤：明治期）

敦賀郡（つるがぐん）は、福井県（越前国）にあった郡。

## 郡域
1878年（明治11年）に行政区画として発足した当時の郡域は、現在の敦賀市の全域にあたる。

## 歴史
律令時代より江戸時代まで越前国の一部として敦賀郡をなすが、越前では唯一、峻厳な木ノ芽峠の南側に位置するため、若狭や近江と風土の共通点が多い。中世までは現在の越前町の一部（伊部郷・織田荘）まで郡域が広がっていたが、その郡域の北部の一部が丹生郡南部と併せて南仲条郡（現在の南条郡）とした。江戸時代は若狭・小浜藩の一部、またはその支藩・鞠山藩の支配下にあった。

### 近世以降の沿革
- 「旧高旧領取調帳」に記載されている明治初年時点での支配は以下の通り。○は村内に寺社除地[1]が存在。（1町63村20浦）

| 知行         | 知行                     | 村数         | 村名 |
| ------------ | ------------------------ | ------------ | --- |
| 幕府領       | 旗本領（酒井氏）         | 10村         | 新保村、葉原村、越坂村、谷口村、井川村、中村、吉河村、鳩原村、古田苅村、鋳物師村 |
| 藩領         | 若狭小浜藩               | 1町 29村 9浦 | 敦賀町、○泉村、○津内村、舞崎村、余座村、樫曲村、刀根村、新道村、疋田村、麻生口村、奥麻生村、山中村、駄口村、追分村、市橋村、小河口村、道ノ口村、坂ノ下村、長沢村、堂村、金山村、野神村、小津内村、河原村、新津内村、今屋敷村、新田村、徳市村、櫛川村、二村浦、名子浦、縄間浦、沓ノ浦、手ノ浦、色ヶ浜浦、浦底浦、松中村、立石浦、白木浦 |
| 藩領         | 越前鞠山藩               | 13村 10浦    | 木崎村、大蔵村、谷村、高野村、小河村、奥野村、曽々木村、○原村、和久野村、池河内村、獺河内村、田尻村、田結浦、赤崎浦、江良浦、五幡浦、挙野浦、阿曽浦、杉津浦、横浜浦、大比田浦、元比田浦、菅谷村 |
| 藩領         | 安房勝山藩               | 9村          | 野坂村、長谷村、砂流村、御名村、山村、公文名村、櫛林村、莇生野村、沓見村 |
| 藩領         | 小浜藩・安房勝山藩       | 1村          | 山泉村 |
| 幕府領・藩領 | 旗本領（酒井氏）・小浜藩 | 1村          | 今浜村 |
| その他       | 幸若氏知行               | 1村          | 田島村 |
| その他       | 常宮神社除地             | 1浦          | 常宮浦 |

- 明治2年
  - 6月23日（1869年7月31日） - 安房勝山藩が、越前勝山藩、美作勝山藩との区別のため、任知藩事後に加知山藩に改称。
  - 6月24日（1869年8月1日） - 版籍奉還により鞠山藩（通称）の正式名称が敦賀藩となる。
- 明治3年
  - 3月23日（1870年4月23日） - 敦賀藩が改称して鞠山藩となる。
  - 9月17日（1870年10月11日） - 鞠山藩が小浜藩に編入。
  - 12月22日（1871年2月11日） - 幕府領が本保県の管轄となる。
- 明治4年
  - 7月14日（1871年8月29日） - 廃藩置県により、藩領が小浜県、加知山県の管轄となる。
  - 11月14日（1871年12月25日） - 第1次府県統合により、加知山県の管轄区域が木更津県の管轄となる。
  - 11月20日（1871年12月31日） - 第1次府県統合により、全域が敦賀県の管轄となる。
- 明治7年（1874年）（1町56村20浦）
  - 泉村が敦賀町の一部（月見町）となる。
  - 河原村・新津内村・今屋敷村・新田村が敦賀町の一部（稲荷町）となる。
  - 徳市村・田島村が敦賀町の一部（八幡町）となる。
- 明治9年（1876年）8月21日 - 滋賀県の管轄となる。
- 明治11年（1878年） - 鋳物師村・松中村・今浜村が合併して松島村となる。（1町54村20浦）
- 明治12年（1879年）5月16日 - 郡区町村編制法の滋賀県での施行により、行政区画としての敦賀郡が発足。郡役所が敦賀町に設置。
- 明治13年（1880年） - 刀根村の一部（枝郷杉箸村）が分立して杉箸村となる。（1町55村20浦）
- 明治14年（1881年）（1町57村20浦）
  - 2月7日 - 福井県の管轄となる。
  - 敦賀町の一部（月見町）が分立して泉村となる。
  - 敦賀町の一部（稲荷町・八幡町）が分立して三島村となる。
  - 津内村が敦賀町の一部（弓矢町・末吉町）を合併。
- 明治18年（1885年） - 菅谷村の所属郡が南条郡に変更され、南条郡にあった敦賀郡の飛地を解消。（1町56村20浦）

### 町村制以降の沿革

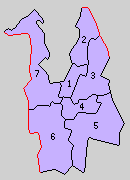
1.敦賀町 2.東浦村 3.東郷村 4.中郷村 5.愛発村 6.粟野村 7.松原村（紫：敦賀市）

- 明治22年（1889年）4月1日 - 町村制の施行により、以下の町村が発足。全域が現・敦賀市。（1町6村）
  - 敦賀町 ← 敦賀町[4]、泉村、津内村、三島村
  - 東浦村 ← 田結浦、赤崎浦、江良浦、五幡浦、挙野浦、阿曽浦、杉津浦、横浜浦、大比田浦、元比田浦
  - 東郷村 ← 谷村、高野村、中村、舞崎村、余座村、井川村、大蔵村、谷口村、樫曲村、池河内村、獺河内村、越坂村、田尻村、葉原村、新保村
  - 中郷村 ← 長沢村、古田苅村、堂村、山泉村、道ノ口村、坂ノ下村、吉河村、鳩原村、小河口村、小河村
  - 愛発村 ← 市橋村、疋田村、追分村、駄口村、山中村、奥野村、曽々木村、新道村、麻生口村、奥麻生村、刀根村、杉箸村
  - 粟野村 ← 野神村、市野々村[5]、櫛林村、莇生野村、金山村、関村[5]、野坂村、長谷村、山村、御名村、砂流村、公文名村、和久野村
  - 松原村 ← 沓見村、木崎村、櫛川村、松島村、原村、二村浦、名子浦、縄間浦、常宮浦、沓浦、手ノ浦、色ヶ浜浦、浦底浦、立石浦、白木浦
- 明治24年（1891年）4月1日 - 郡制を施行。
- 大正12年（1923年）4月1日 - 郡会が廃止。郡役所は存続。
- 大正15年（1926年）7月1日 - 郡役所が廃止。以降は地域区分名称となる。
- 昭和12年（1937年）4月1日 - 敦賀町・松原村が合併して敦賀市が発足し、郡より離脱。（5村）
- 昭和30年（1955年）1月15日 - 愛発村・粟野村・東郷村・中郷村・東浦村が敦賀市に編入。同日敦賀郡消滅。福井県内では初の郡消滅となった。